# Причал (телесериал)
Слоган: «Sometimes a lost life leads to a new life»
Причал (El embarcadero) - испанский телесериал, созданный Алексом Пиной и Эстер Мартинес Лобато.
 
Снят Atresmedia Studios и Vancouver Media для Movistar+. Первый сезон вышел на Movistar+ 18 января 2019 года.
. В настоящее время в эфир вышло 2 сезона (2019 и 2020) по 8 глав в каждом продолжительностью около 50 минут на серию.

## Сюжет
Александра (Вероника Санчес) — преуспевающий архитектор, вместе со своей коллегой и лучшей подругой Катей (Марта Миланс) заключает ценный контракт на новый небоскрёб, а день спустя узнает о смерти своего мужа — Оскара (Альваро Морте). Случайно она узнает что ее муж вел двойную жизнь с другой женщиной по имени Вероника (Ирен Аркос). Александра решает обратиться к Веронике, скрыв кто она на самом деле, чтобы выяснить, что на самом деле произошло в роковую ночь его смерти.

## В ролях
- Альваро Морте — Оскар
- Вероника Санчес — Александра
- Ирен Аркос — Вероника
- Роберто Энрикес — Конрадо
- Марта Миланс — Катя
- Сесилия Рот — Бланка
- Юдит Ампудия — Ада
- Антонио Гарридо — Большой Босс
- Микель Фернандес — Фрэн
- Пако Мансанедо — Висент